# دیه‌گو لاپرا
دیه‌گو لاپرا (اسپانیایی: Diego Lapera‎؛ زادهٔ ۱۳ نوامبر ۱۹۵۰) بازیکن والیبال اهل کوبا بود.